# Артемченко, Степан Савельевич
Степан Савельевич Артемченко (27 января 1922, с. Андреевка, Бердянский уезд, Запорожская губерния, Украинская ССР, ныне в составе Бердянского района Запорожской области Украины — 17 августа 2009, г. Запорожье, Украина) — ас советской истребительной авиации, дважды ставший асом на Великой Отечественной войне и на Корейской войне. Представлялся к званию Героя Советского Союза. Полковник.

## Биография
В 1937 году окончил 7 классов средней школы. Работал электриком на комбинате «Запорожсталь». 
В январе 1941 года призван в Красную Армию Красноармейским районным военкоматом Запорожской области. Окончил Качинскую военную авиационную школу имени А. Ф. Мясникова в сентябре 1942 года. Направлен на службу пилотом-инструктором в 22-й запасной истребительный авиационный полк 6-я запасной авиационной бригады ВВС Московского военного округа, который дислоцировался в городе Иваново. С апреля 1943 года служил в 17-м истребительном авиационном полку, который тогда находился на переформировании также в Иваново. Служил в полку почти 10 лет: пилот, с апреля 1944 года — лётчик, с сентября 1944 — старший лётчик, с июля 1945 — командир звена, с апреля 1946 года — заместитель командира и штурман эскадрильи, с апреля 1949 года — заместитель командира эскадрильи, с марта 1950 — командир эскадрильи. В полку в 1943 году переучился на истребитель «Аэрокобра». В 1944 году вступил в ВКП(б).
В июне 1944 года младший лейтенант С. С. Артемченко вместе с полком сражался в Великой Отечественной войны. Полк воевал в составе 190-й истребительной авиационной дивизии (11-й истребительный авиационный корпус, 3-я и 15-я воздушные армии) на 1-м Прибалтийском, с февраля 1945 года на 3-м Белорусском фронтах. Участвовал в Белорусской, Прибалтийской, Восточно-Прусской наступательных операциях. В воздушном бою 16 января 1945 года у города Гумбинен в Восточной Пруссии был сбит и считался пропавшим без вести, находился в плену в лагере военнопленных в Кёнигсберге. Во время штурма Кёнигсберга 7 апреля 1945 года был освобождён. За короткий срок своего участия в Великой Отечественной войне лейтенант С. С. Артемченко проявил себя умелым воздушным бойцом и стал лётчиком-асом: он совершил 101 боевой вылет, провёл 19 воздушных боёв, лично сбил 6 самолётов противника (все победы одержал над истребителями FW 190).
После проверки С. Артемченко вернулся в свой полк, и в его составе успел совершить ещё несколько боевых вылетов до конца войны. Последний боевой вылет совершил 8 мая 1945 года на штурмовку немецких войск в Курляндском котле, уничтожив при этом 2 автомашины с немецкими солдатами. В июле 1945 года был назначен командиром звена. Летом 1945 года полк был перевооружён на истребители «Кингкобра», переброшен на Дальний Восток и передан в 9-ю воздушную армию. В августе 1945 года участвовал в советско-японской войне, в ходе Маньчжурской наступательной операции выполнил 4 боевых вылета (все на сопровождение бомбардировщиков).
После Победы продолжал службу в 17-м истребительном авиаполку, который был передан в состав 6-го гвардейского истребительного авиационного корпуса 54-й воздушной армии Приморского военного округа. 
С 25 марта 1951 года по 20 февраля 1952 года весь полк находился в правительственной командировке в Китае, где участвовал в воздушных боях Корейской войны. В сражениях над территорией КНДР майор С. С. Артемченко совершил 152 боевых вылета, провёл 64 воздушных боя, лично сбил 6 самолётов противника (все победы над реактивными истребителями). На этой войне он стал ещё раз асом-истребителем. Эскадрилья под командованием С. Артемченко стала лучшей в полку: её летчики сбили 44 самолёта США, свои потери составили 1 истребитель. Именно в этой эскадрилье воевал лучший реактивный ас мировой авиации Николай Сутягин, одержавший в её рядах 19 побед. За личный героизм и умелое командование эскадрильей командир 303-й истребительной авиационной дивизией Герой Советского Союза Александр Куманичкин представил Степана Артемченко к званию Героя Советского Союза. Однако в Москве награду заменили на орден. 
Участвуя в двух войнах, Степан Артемченко стал асом на поршневых истребителях в Великой Отечественной войне и на реактивных истребителях в Корейской войне. Такого выдающегося результата, кроме него, достигли лишь несколько лётчиков: Герой Советского Союза Степан Бахаев, Герой Советского Союза Александр Карасёв, Герой Советского Союза Виктор Колядин, Герой Советского Союза Григорий Дмитрюк, Сергей Вишняков, Алексей Митусов, истребители ВВС США Джордж Дэвис, Вермонт Гаррисон, Джеймс Хагерстром, Фрэнсис Габрески, Джон Болт, Уильям Уиснер, Гаррисон Тинг. За свои две войны сбил 12 самолётов лично.
После возвращения из Китая в феврале 1952 года был назначен старшим штурманом 303-й истребительной авиационной дивизии в Дальневосточном военном округе. В ноябре 1961 года полковник С. С. Артемченко уволен в запас. 
Жил в городе Запорожье. Много лет работал инструктором-лётчиком-методистом в Запорожском аэроклубе ДОСААФ. Умер 17 августа 2009 года.

## Воинские звания
- Сержант (сентябрь 1942)
- Младший лейтенант (26.06.1943)
- Лейтенант (1.10.1944)
- Старший лейтенант (7.11.1945)
- капитан (25.02.1949)
- Майор (1.11.1951)
- Подполковник (20.08.1955)
- Полковник (4.11.1959)

## Награды
- 4 ордена Красного Знамени (27.12.1944[4], 15.05.1945[5], 10.10.1951, 23.09.1952)
- орден Отечественной войны 1-й степени (30.09.1945[6])
- 2 ордена Отечественной войны 2-й степени (22.08.1944)[7], 11.03.1985)
- 2 ордена Красной Звезды (14.05.1956, 30.12.1956)
- медаль «За боевые заслуги» (17.05.1951)
- другие медали СССР
- Медаль «Китайско-советская дружба» (КНР)